# Abelardo García Arrieta
Abelardo García Arrieta (Chilintomo, Los Ríos, 13 de noviembre de 1914 - Guayaquil, 26 de diciembre de 2014) fue un educador ecuatoriano, fundador del Instituto Particular Abdón Calderón (IPAC).

## Biografía

### Primeros años
Abelardo García Arrieta nació en Chilintomo, Los Ríos, Ecuador, el 13 de noviembre de 1914. Fue hijo de Abelardo García Veintimilla y Emilia Arrieta Martínez, quienes procrearon a su hermana María Luisa y su hermano Felipe García Arrieta.
Estudió en la escuela Hermanos Cristianos San José, donde a la edad de 11 años empezó como ayudante de los profesores a impartir clases. Cuando aún era niño soñaba con ser abogado, sin embargo terminó dedicándose a la docencia, iniciando como profesor en la escuela Belén y más tarde en el colegio San José La Salle.
IPAC
A la edad de 30 años, en 1947, fundó en un pequeño local del centro de Guayaquil en Boyacá y 9 de Octubre, el Instituto Particular Abdón Calderón (IPAC). Al inicio contó con siete estudiantes, más tarde el establecimiento se trasladó al norte de la ciudad, y finalmente a la vía a Samborondón.
Se casó con Amanda Elvira Calderón Muñoz de García con quien procreó el 25 de octubre de 1949 a Abelardo García Calderón, quien también llegó a ser docente y director de la entidad educativa cuando ya estaba establecida en la vía a Samborondón.
Durante su carrera como profesor del IPAC, García ha permanecido en el mismo como docente por más de 80 años hasta su muerte, y ha formado a un total de veinte mil alumnos, entre los cuales se encuentran personajes reconocidos en el medio como el exministro de obras públicas, José Macchiavello, el expresidente del Congreso Nacional, Heinz Moeller y el expresidente de la república, Alfredo Palacio, e implementó importantes cambios pedagógicos que adoptaron las demás instituciones educativas y profesores de la ciudad y la región.

### Otros cargos y reconocimientos
Durante el periodo de 1973 a 1986 ocupó la dirección de Diario EXPRESO, fue miembro del directorio de bancos privados, presidente de la Bolsa de Valores de Guayaquil y vicepresidente de la constructora Perrone Galarza. En 1981 el Gobierno central, le otorgó la Medalla de Orden Nacional al Mérito, en grado de Comendador.
En 2003 Cinthya Sierra lanzó su libro Abelardo García Arrieta, 70 años de servicio a la educación, un libro que recoge la vida y obra de García. En ese mismo año El Congreso Nacional lo condecoró con el galardón José Joaquín de Olmedo al educador, de manos de la legisladora Cecilia Calderón, y Corpeducar de manos de su presidente nacional, Teodoro Álvarez, lo galardonó con la placa de reconocimiento a su labor educativa.
En 2004 recibió la más alta distinción que otorga el Ministerio de Educación, la Condecoración al Mérito Educativo Juan Montalvo, en el grado de Gran Cruz y con rango de Canciller.
Falleció el 26 de diciembre de 2014 por una falla multisistémica.